# Il guardiano degli innocenti
Il guardiano degli innocenti (Ostatnie życzenie, lett. L'ultimo desiderio) è una raccolta di racconti dello scrittore polacco Andrzej Sapkowski.
La prima edizione polacca è stata pubblicata nel 1993, quella inglese nel 2007 e quella italiana nel 2010.
Il libro è stato tradotto in diverse altre lingue con una particolarità: l'autore ha sempre preteso che la traduzione venisse fatta direttamente dal polacco alla lingua di destinazione, senza l'intermediazione dell'inglese, per non perdere le particolarità e le sfumature della sua scrittura.
L'opera è un'antologia di sette racconti di cui uno, La voce della ragione, funge da cornice narrativa. È inoltre il primo libro in termini di cronologia (ma il secondo in termini di pubblicazione) della Saga di Geralt di Rivia (Saga o wiedźminie). Tuttavia, 4 dei racconti ivi contenuti erano già stati pubblicati nella prima raccolta di Sapkowski, Wiedźmin, pubblicata in tiratura limitata nel 1990 solo in Polonia e in Repubblica Ceca.

## Trama

### La voce della ragione
Geralt, il protagonista, è uno strigo, un mutante sterile e votato alla distruzione dei mostri che infestano il mondo. Egli si trova al Tempio di Melitele, in Ellander, dove si è recato per curarsi dalle ferite procurate dal combattimento con una strige a Wyzima (evento narrato nel primo racconto, Lo strigo). Grazie ai medicamenti offertigli da Nenneke, il guerriero riesce a rimettersi in piedi, e nel mattino successivo discute con l'anziana sacerdotessa sull'opportunità di lasciarsi coinvolgere in una trance, per indagare sulle forze maligne che lo circonderebbero. Nonostante lo scetticismo di Geralt, la vecchia donna riuscirà a convincerlo di sottoporsi al rituale (viene introdotto il racconto Un briciolo di verità). Più tardi Geralt incontra, suo malgrado, Lord Falwick, conte di Moén e Sir Tailles di Dorndal, cavalieri dell'Ordine della Rosa Bianca, in missione per conto del Principe Hereward. Sir Tailles intima allo strigo di abbandonare il tempio immediatamente, poiché non è gradito; Nenneke interviene ribadendo più volte che il tempio non è né sotto la giurisdizione di Hereward né, tanto meno, sotto quella dell'Ordine della Rosa Bianca, e che Geralt, essendo suo ospite, può venire e partire dal santuario come più gli aggrada. Per evitare di creare problemi, lo strigo promette ai due cavalieri che lascerà il tempio nel giro di tre giorni, ma tale risposta dà il via a un animato battibecco. La faccenda si risolve con la partenza dei due provocatori, che giurano di tornare non prima di aver apostrofato lo strigo con il suo celebre soprannome "Carnefice di Blaviken" (che introduce la terza storia Il male minore).
Successivamente Geralt intraprende un lungo monologo con Iola, una sacerdotessa muta con la quale era stato precedentemente in rapporti intimi, durante il quale le rivela sia molti dettagli della sua vita passata che di come il suo destino sia legato a una vicenda accaduta nel Regno di Cintra (viene così introdotto il quarto racconto Una questione di prezzo).
Qualche tempo dopo Geralt, impegnato a leggere un libro nella biblioteca del tempio, ha modo di rincontrare Ranuncolo, un bardo amico di vecchia data, che passando per Wyzima ha sentito la storia del suo scontro con la strige e del suo ferimento. Insieme, i due parlando del cambiamento che il mondo sta subendo e ricordano i vecchi tempi, in particolare la loro prima avventura (ovvero la quinta storia, Il confine del mondo).
Più tardi, Geralt raggiunge Nenneke nella serra del tempio e i due cominciano a parlare di Yennefer. Lo strigo confessa alla vecchia sacerdotessa di voler consegnare la ricompensa della missione della strige alla maga. Nenneke rifiuta di fare l'intermediaria e chiede piuttosto a Geralt di narrarle di come incontrò Yennefer la prima volta (viene introdotto l'ultimo racconto, L'ultimo desiderio). Quando Geralt e Ranuncolo lasciano il tempio, vengono subito intercettati da Falwick e Tailles, scortati da una nutrita compagnia di guardie di Ellander capitanate dal nano Dennis Cranmer. Tailles lancia una sfida allo strigo e Falwick spiega le opzioni che si parano dinanzi a Geralt: se rifiuterà di battersi, il capitano Cranmer dovrà impiccarlo; se invece accetterà di duellare non potrà ferire in alcun modo Tailles, pena una tremenda punizione, perché favorito del principe Hereward. Suo malgrado, lo strigo accetta la sfida e anche con le severe limitazioni imposte da Falwick riesce a vincere lo scontro: infatti Geralt fa sì che Tailles si ferisca da solo con la propria lama. Falwick, non appena vede il viso insanguinato del suo compagno, ordina ai soldati di attaccare lo strigo, ma il capitano Cranmer li ferma dicendo che le regole del duello sono state rispettate alla lettera. Geralt è quindi libero di andare, con grande ira di Falwick e malcelata soddisfazione di Cranmer.

### Lo strigo
La storia ha inizio con l'arrivo di Geralt a Wyzima, la capitale di Temeria. Lo strigo, entrato in una locanda, viene subito avvicinato da tre avventori che, dopo una breve discussione, lo aggrediscono. I tre vengono uccisi e Geralt viene scortato al cospetto di Velerad, il borgomastro della città. Egli, dopo aver accertato l'identità del suo interlocutore, fornisce i dettagli del lavoro proposto da Re Foltest; circa quattordici anni prima, il sovrano ebbe una relazione con sua sorella Adda, e dalla coppia nacque una bambina. Madre e figlia però morirono durante il lungo e travagliato parto e vennero così seppellite nella cripta del castello di Wyzima. Sette anni dopo la sua morte, la bambina tornò in vita come strige, un mostro assetato di sangue che gettò la città nel panico. I suoi attacchi erano talmente violenti che lo stesso Re Foltest fu costretto a cambiare la propria residenza. A sette anni dal suo risveglio nessuno, né mago né guerriero né strigo, è stato capace di fermare la creatura. Geralt incontra quindi il Re, che lo sollecita a fare tutto il possibile per non uccidere la strige, rivelandogli che alcuni saggi avevano ipotizzato che sarebbe stato possibile spezzare la maledizione, se alla creatura fosse stato impedito di rientrare nel suo sepolcro fino al terzo canto del gallo. Anche con questa difficile limitazione, lo strigo accetta l'incarico e decide di fare un tentativo.
Il giorno dopo Geralt giunge al vecchio castello del re e attende l'arrivo del tramonto e il risveglio del mostro. Non appena giunge la notte però, al vecchio maniero, si presenta Lord Ostrit, uno dei vassalli di Re Foltest, che è venuto lì per corrompere lo strigo con un'ingente somma e convincerlo così ad abbandonare la missione. Geralt intuendo le cattive intenzioni del nobile e, sfidato a duello dopo il suo rifiuto, lo mette facilmente fuori gioco e lo lega. A mezzanotte, finalmente, il mostro si risveglia, e Ostrit viene inconsapevolmente utilizzato come esca per distrarlo. Dopo un estenuante scontro, lo strigo mette in fuga la creatura e riesce a introdursi nel sarcofago del mostro. Si sdraia vicino al corpo mummificato della sorella del re e beve una pozione narcotizzante, per aspettare il sorgere dell'alba. Al mattino Geralt esce dalla bara, e al posto della famelica strige trova una fanciulla nuda e tremante; quando le si avvicina per controllare se la metamorfosi sia stata definitiva, lei lo ferisce al collo con le sue lunghe unghie. La perdita di sangue lo fa svenire, ma fortunatamente i soldati di Foltest accorrono immediatamente sul posto e riescono a salvarlo. Geralt si risveglia nel castello del sovrano: egli si congratula con il guerriero e gli comunica che la figlia è salva, sebbene al momento dimostri facoltà mentali di una bimba di tre anni. Con la sua ricca ricompensa al sicuro, Geralt si riaddormenta.

### Un briciolo di verità
Mentre è intento ad attraversare una foresta, Geralt s'imbatte nei corpi di un mercante e di una fanciulla; nonostante esamini con cura i cadaveri e l'ambiente circostante, l'uomo non riesce ad identificare il mostro responsabile di quelle morti.
Così lo strigo decide di venire a capo del mistero e, seguendo a ritroso il cammino compiuto dalle due vittime, giunge a un castello apparentemente abbandonato e in rovina. Ben presto Geralt incontra il padrone del palazzo, una bestia umanoide chiamata Nivellen, che senza tante cerimonie gli intima di andarsene dalla sua proprietà: solo quando capisce che lo strigo non è il solito visitatore indesiderato, gli offre la sua ospitalità invitandolo ad entrare. Durante il pranzo il mostro racconta a Geralt la sua storia: una volta era un uomo, ed era il figlio viziato e svogliato di un temibile brigante. Quando suo padre morì, l'attività di famiglia passò nelle sue mani ed egli fu così sciocco da tentare di saccheggiare un tempio dedicato al culto del Ragno Leonino, e di violentare la sua vestale: infatti la sacerdotessa, prima di morire, gli scagliò contro una maledizione che lo trasformò nella bestia che ora Geralt poteva vedere. Inizialmente Nivellen non accettò la sua condizione e tentò di spezzare il maleficio seguendo il "briciolo di verità" contenuto nelle fiabe che aveva udito quando era un bambino e parte della maledizione che era riuscito a comprendere dalla sacerdotessa, che aveva a che fare sia con l'amore che con il sangue.
Così cominciò, anno dopo anno, a convivere con giovani ragazze affinché compissero la magia. Sebbene le trattò tutte con il massimo riguardo, e senza maltrattamenti o costrizioni di alcun tipo, nessuna di loro riuscì ad aiutarlo. Alla fine Nivellen si era rassegnato e aveva cominciato ad accettare e perfino ad apprezzare le doti del suo nuovo corpo.
Prima di partire, Geralt mette in guardia il signore del castello dalla sua nuova compagna, che aveva intravisto all'arrivo: secondo lo strigo ella è un'ondina ma Nivellen non vuole sentire ragioni e dice di amarla e di essere contraccambiato dalla ninfa.
Il giorno dopo, Geralt è costretto a tornare al castello, spinto dall'innaturale agitazione del suo destriero; la sua decisione risulta essere saggia, perché nel cortile del palazzo, lo strigo trova la compagna di Nivellen e scopre con sua costernazione che in realtà è una bruxa, una pericolosa sottospecie di vampiro. Lo scontro si rivela arduo e per fortuna di Geralt, a tirarlo fuori dai guai ci pensa lo stesso Nivellen che impala con una lancia la sua amata. Nei suoi ultimi istanti di vita, la bruxa confessa il suo amore per Nivellen, che come per magia ritorna alla sua forma umana.

### Il male minore
Il racconto si apre con Geralt che arriva nella cittadina di Blaviken, suscitando lo stupore dei suoi abitanti: dietro il suo destriero è infatti legato un mulo su cui è stata caricata la carcassa di una kikimora, un mostro metà ragno e metà coccodrillo che infesta le paludi. Lo strigo spera che sulla testa della creatura fosse stata posta una qualche ricompensa ma Caldemeyn, il capovillaggio, è costretto a disilluderlo. Anziché disfarsi del cadavere, viene suggerito a Geralt di vendere il corpo a Mastro Iron, il mago della città. Lo strigo sebbene sia scettico su quest'ultima possibilità, decide di andare a far visita alla torre dello stregone, incuriosito dalla sua presenza in questo villaggio.
Geralt riconosce il mago come Stregobor, un fattucchiere che una volta serviva presso la corte del Re di Kovir. Lo stregone gli spiega che non è interessato alla kikimora, ma che sarebbe invece pronto a pagarlo per il suo aiuto contro un mostro che lo perseguita da anni e che vuole ucciderlo. La creatura non è effettivamente una bestia ma una ragazza colpita dalla Maledizione del Sole Nero: la profezia recita che 60 fanciulle di sangue reale, nate durante o dopo l'eclisse erano state destinate a servire Lilith e a distruggere la civiltà umana. La corporazione dei maghi, ritenendo veritiera questa storia, cominciò a dare la caccia, ad imprigionare o ad uccidere le bambine maledette: Stregobor servendo per la Regina di Creyden s'imbatté proprio in una di queste ragazze, la principessa Renfri, e fece di tutto per renderle la vita impossibile. Dopo qualche anno fu la preda a diventare predatore, e Stregobor fu costretto a nascondersi di paese in paese per sfuggire alla vendetta di Renfri. Sentendo questa storia lo strigo rifiuta l'incarico, asserendo che la Maledizione del Sole Nero è una fandonia e aggiungendo che Stegobor si è meritato la furia della ex-principessa. A questo punto il mago lo supplica di aiutarlo, dicendo che la morte di Renfri sarebbe stato "il male minore"; Geralt rimane sulle sue posizioni, replicando allo stregone che non esistono diversi tipi di mali: ne esiste solo uno.
Qualche ora dopo, Caldemeyn e Geralt si recano ad una locanda, e il proprietario conferma che una banda di stranieri è appena giunta al villaggio: si tratta di sette uomini ed una donna. Geralt li affronta immediatamente e propone a Renfri e ai suoi tirapiedi di lasciare la città in modo pacifico; la donna immediatamente gli mostra un lasciapassare, firmato da re Aoden, che le permette di girare libera e impunita nei suoi domini. Durante la notte Renfri si introduce nelle stanze dello strigo e lo pone dinanzi ad un bivio: uccidere Stregobor in cambio di un ricco premio, oppure assistere alla carneficina che lei e la sua banda compiranno per stanare il mago. Geralt si rifiuta di scegliere "il male minore", e le suggerisce di nuovo di andarsene pacificamente: se metterà fine alla sua sete di vendetta, dimostrerà a Stregobor di essersi sbagliato e che la storia della maledizione è davvero una menzogna. Renfri passa la notte con lui e sembra aver accettato la sua idea.
Il mattino dopo, parlando con Caldemeyn, Geralt sente di nuovo parlare di Tridam, lo stesso nome citato da Renfri durante la loro chiacchierata. Incuriosito dalla questione, lo strigo chiede al sindaco di dirgli di più: l'uomo gli racconta che una banda di briganti, per costringere il barone di Tridam a liberare alcuni loro compagni, prese in ostaggio un traghetto di pellegrini e cominciò ad ucciderli uno ad uno finché il lord non avesse ceduto alle loro richieste. A quel punto, Geralt comprende che gli abitanti di Blaviken sono in grave pericolo: la piazza del mercato è infatti circondata da una cinta muraria dotata di un solo ingresso; Renfri vuole prendere in ostaggio la gente che andrà alla fiera e ucciderli uno ad uno finché Stregobor non si fosse arreso e consegnato a lei ed ai suoi sgherri.
Geralt si precipita al mercato e affronta la banda, facendo strage. Non appena Renfri muore, appare Stregobor che vorrebbe prendere il suo cadavere per dimostrare con un'autopsia che appartenesse davvero alla schiera delle bambine maledette; Geralt non glielo permette e gli intima di allontanarsi. Il mago obbedisce ma gli suggerisce di fare altrettanto: i cittadini che hanno assistito allo scontro non sanno nulla della vicenda e del fatto che lo strigo abbia scelto il male minore; crederanno invece che egli abbia compiuto un massacro ingiustificato e crudele. Da quel giorno, Geralt diventerà per le genti dei Regni Settentrionali il Macellaio di Blaviken.

### Una questione di prezzo
Il castello di Cintra è in fermento: la principessa Pavetta, figlia della Regina Calanthe, festeggia il suo quindicesimo compleanno. Inaspettatamente, la sovrana ha invitato anche Geralt al banchetto ma sotto le mentite spoglie di Lord Ravix, ambasciatore di Tetracorno: questa falsa identità gli consentirà di sedere, non a caso, vicino alla regina. Tra gli ospiti sfilano nobili, cavalieri e principi dei paesi confinanti, tutti intenzionati a cercare di strappare a Pavetta una promessa di matrimonio con cui forgiare un'alleanza con Cintra.
Mentre gli invitati sono distratti dalle chiacchiere e dalle numerose portate di cibo, Calanthe chiede allo strigo se ha capito il motivo della sua presenza al banchetto. Geralt risponde che è stato convocato per assicurarsi che la principessa Pavetta si unisca al principe del Regno di Skellige, il più potente dei vicini di Cintra, ed evitare eventuali interferenze da parte degli altri pretendenti. Geralt è titubante se accettare l'incarico, sia perché non rientrerebbe negli affari degli strighi, sia perché non è sicuro che sia questo il vero motivo per cui si trova la fianco della regina di Cintra; la regina però insiste, asserendo che per i suoi servigi ci sarà una giusta ricompensa, perché in realtà tutto si risolve con "una questione di prezzo".
Più tardi, Pavetta scende nella sala del banchetto, chiamata dalla regina su richiesta dei suoi ospiti, e subito fa meravigliare gli invitati per la sua grazia e bellezza.
Ad un certo punto, all'interno della sala, entra un cavaliere con indosso una pesante armatura nera, e un elmo ricoperto di spuntoni. Il guerriero si presenta alla corte come Istrice di Erlenwald, ma alla richiesta della regina di mostrare il suo volto, oppone un rifiuto sostenendo di aver fatto un voto e che non potrà togliere l'elmo fino allo scoccare della mezzanotte. La regina non insiste ulteriormente e lo invita a parlare. Si scopre così che Istrice è giunto a Cintra per riscuotere la ricompensa promessagli dal defunto marito di Calanthe, Re Roegner, quindici anni prima, come premio per avergli salvato la vita: egli ottenne la mano della principessa Pavetta. La ragazza è infatti una cosiddetta "figlia della sorpresa"; quando il sovrano aveva chiesto ad Istrice cosa volesse come ricompensa per il suo aiuto, questi aveva reclamato: ciò che aveva lasciato a casa, di cui era all'oscuro e che non si aspettava. Il re accettò e quando tornò a casa scoprì che Calanthe era incinta!
A questa dichiarazione, i nobili che presenziavano al banchetto protestano veemente, minacciano Istrice e qualcuno arriva addirittura ad accusare la regina. Geralt capisce finalmente il vero significato della sua presenza al banchetto: la sovrana, sapendo della promessa, si aspettava il ritorno di Istrice e aveva convocato lo strigo nella speranza di sbarazzarsi dello scomodo creditore. Con il crescere della tensione, Geralt è costretto ad intervenire: spiega ai presenti che i bambini- sorpresa nascono sotto l'egida del destino e che, perché la ricompensa possa essere ricevuta, la principessa stessa deve acconsentire. Proprio in quel momento rintocca la mezzanotte e Calanthe chiede che il cavaliere mostri il suo vero volto. Istrice si toglie l'elmo e tutti trattengono il fiato quando al posto di un volto umano, compare il muso di un mostro, simile ad un riccio. A questo punto la regina si rivolge alla figlia e le chiede se voglia davvero lasciarsi prendere da un tale mostro. Con grande sorpresa della regina e degli invitati, Pavetta acconsente.
I nobili e la regina ignorano al volontà della ragazza e si scagliano contro Istrice; vedendo il cavaliere, nonché suo amante, in pericolo, la principessa si alza in piedi e scatena un caotico potere magico che solleva in aria mobili, oggetti e persone. Solo l'intervento combinato di Geralt, del Druido Saccoditopo e del barone Eylembert di Tigg evita il peggio e permette di fermare lo scoppio inarrestabile di potere.
Quando la situazione si quieta, i tre vedono che il volto di Istrice è tornato ad essere quello di un uomo. Più tardi, Pavetta, tornata in sé, confermerà che lei ed Istrice si erano già conosciuti un anno fa e che si sono innamorati. Calanthe acconsente quindi sia alle loro nozze che alla richiesta di matrimonio di Eist Tuirseach di Skellige: l'alleanza tra i due paesi è cosa fatta. Infine, Istrice chiede a Geralt come possa ricompensarlo per il suo aiuto; lo strigo gli risponde che tornerà tra sei anni, per avere ciò che già possedete e di cui non sapete ancora.

### Il confine del mondo
La storia ha inizio con Geralt e Ranuncolo che sono in cerca di un lavoro nei villaggi della fertile valle di Dol Blathanna. A parte surreali storie di campagna, gli abitanti del luogo non hanno nessun incarico da offrire, ma l'incontro con Ortica, un contadino di Posada Inferiore cambia la situazione. L'uomo li conduce da Dhum, il capovillaggio, che parla loro di un "diavolo" che da tempo sta infastidendo la sua comunità; Geralt e Ranuncolo vanno a fare una ricognizione in un campo di canapa ed entrano in contatto con il presunto demonio: lo strigo nota che contrariamente da quanto riferito da Dhum, gli abitanti del villaggio hanno già tentato di contrastare la creatura. Tornato dal vecchio e da Ortica, Geralt chiede spiegazioni ai suoi datori di lavoro e questi senza tante cerimonie gli presentano l'anziana saggia della comunità, accompagnata da una ragazzina di nome Lille; è stata la donna a suggerire alla gente di Posada Inferiore un metodo, trascritto su un antico tomo, con cui allontanare il diavolo. Capito che la creatura è in realtà un Silvano, Geralt e Ranuncolo, il giorno seguente attaccano nuovamente la bestia: nello scontro che segue gli aggressori hanno la peggio e rimangono tramortiti. Al loro risveglio, trovano il silvano intento a parlare con un gruppo di elfi. Ben presto la situazione precipita in quanto la banda ha intenzione di sbarazzarsi dello strigo e del suo compagno, rei di aver scoperto il loro segreto: il silvano, chiamato Torque, è in realtà un agente degli elfi esiliati che ha il compito di rubare agli umani le sementi e le tecniche agricole con cui sfamare la loro gente sulle montagne. Proprio quando gli elfi, guidati da Filavandrel, stanno per giustiziarli, appare una creatura splendente che ferma i boia: gli elfi la chiamano "Vergine dei Campi" ma Geralt la riconosce come Lille, la ragazzina che aiutava la vecchia del villaggio. Ella ordina a Filavandrel ed agli altri di liberare i prigionieri e di far ritorno sulle montagne. Nel finale, Geralt ottenuto da Dhum il libro della vecchia saggia, come forma di compenso, legge un brano sulla Vergine dei Campi mentre Ranuncolo afferma di voler scrivere una bella ballata in proposito usando il liuto regalatogli dagli elfi.

### L'ultimo desiderio
L'ultimo racconto comincia con Geralt e Ranuncolo alle prese con una battuta di pesca. La loro impresa questa volta è infruttuosa, e l'unica cosa che riescono a recuperare è un bel mucchio di alghe e un'antica anfora sigillata. Ranuncolo apre il contenitore, nonostante gli inviti alla prudenza del suo amico, e libera così uno spirito fatto di fumo. Il bardo pensa che sia un genio e così esprime i tre desideri che gli spetterebbero: purtroppo non fa a tempo a pronunciare l'ultimo che l'essere si è avventato su di lui, strangolandolo. Geralt riesce a scacciare lo spirito con un esorcismo insegnatogli da una sacerdotessa anni prima, e subito capisce quanto gravi siano la condizioni di salute del poeta. Si dirige così, in cerca di aiuto, nella vicina città di Rinde, dove fa la conoscenza di un gruppo di elfi: Vratimir, Chireadan ed Errdil. I tre studiano Ranuncolo e stabiliscono che solo la magia potrà aiutare il bardo a guarire; informano allora lo strigo che in città, c'è un solo mago, tale Yennefer di Vengerberg, e per giunta opera in clandestinità per via di un contenzioso tra il Regno di Redania e la corporazione dei maghi. Geralt incontra la maga in circostanze inusuali e le spiega il suo problema; la donna accetta di aiutarlo e una volta raggiunta la stanza di Ranuncolo, nella locanda di Errdil, si barrica all'interno cominciando ad utilizzare i suoi sortilegi. Più tardi, Yennefer convoca nella stanza lo strigo: è il momento di discutere del pagamento dei suoi servigi. Ella vuole il sigillo dell'anfora che conteneva lo spirito; secondo lei, esso altro non era che un Djinn, un genio dell'aria, e desidera ardentemente impadronirsi del suo potere per diventare più potente. La donna, pur di realizzare i suoi scopi non esita ad intrappolare Geralt con un incantesimo. Dopo aver tentato di dissuaderla dai suoi propositi, lo strigo cade in una sorta di catalessi e si risveglia in una cella insieme con dei briganti e Chireadan. Visto che lo strigo non serba ricordo delle sue azioni, l'elfo gli racconta i fatti: Geralt è stato stregato da Yennefer, ed è stato costretto a punire i principali detrattori della maga presenti in città, tra cui spiccano illustri membri del Consiglio di Rinde. Poco dopo fanno il loro ingresso alcuni carcerieri che cominciano a tormentare lo strigo su ordine di uno dei consiglieri umiliati; durante il pestaggio, Geralt augura a uno dei suoi aguzzini di morire e questi, come per incanto, si dissolve in una poltiglia informe facendo immediatamente fuggire a gambe levate i complici. Più tardi lo strigo e l'elfo vengono condotti al cospetto del borgomastro Neville, che gli chiede la loro versione dei fatti; poco prima che il sindaco emettesse la sentenza, da un portale magico appare Ranuncolo che dichiara che Geralt è innocente, augurandosi di essere creduto, come gli è stato ordinato di fare da Yennefer, prima che questa lo scagliasse nel varco.
A quelle parole, Krepp, il sacerdote che assisteva all'interrogatorio, capisce infine il piano della maga: ella aveva supposto che il bardo fosse il padrone del genio, e così aveva architettato quella comparsata per sprecare l'ultimo desiderio dell'uomo. Ora che il genio era libero, Yennefer avrebbe potuto soggiogarlo: come a conferma di questa ipotesi poco dopo la maga comincia il rituale per domare il genio. Lo scontro è durissimo e nonostante i suoi sforzi la donna non riesce a piegare lo spirito. Solo l'intervento di Geralt salva la situazione; egli capisce infatti di essere il vero detentore dei tre desideri, perché era stato lui a possedere fino a quel momento il sigillo dell'anfora.
Lo strigo esprime il suo ultimo desiderio, e il genio, finalmente libero, fugge dal piano materiale mentre Yennefer e Geralt si dichiarano amore tra le macerie della locanda di Errdil.

## Edizioni
- (PL) Andrzej Sapkowski, Ostatnie życzenie, SuperNOWA, 2001, ISBN 83-7054-061-9.
- Andrzej Sapkowski, Il guardiano degli innocenti, traduzione di Raffaella Belletti, Editrice Nord, 2010,  p. 370, ISBN 978-88-429-1659-8.
- (EN) Andrzej Sapkowski, The Last Wish, traduzione di Danusia Stok, Victor Gollancz Ltd, 2007.
- (EN) Andrzej Sapkowski, The Last Wish, traduzione di Danusia Stok, Orbit, 2008.
- (FR) Andrzej Sapkowski, Le dernier vœu, traduzione di Laurence Dyèvre, Éditions Bragelonne, 2003.
- (DE) Andrzej Sapkowski, Der letzte Wunsch, traduzione di Erik Simon, dtv Verlagsgesellschaft, 1998.
- (RU) Andrzej Sapkowski, Последнее желание, traduzione di Evgenij Vajsbrot, AST, 1996.
- (BG) Andrzej Sapkowski, Последното желание, ИнфоДАР, 2008.
- (CS) Andrzej Sapkowski, Poslední přání, Leonardo, 1999.
- (LT) Andrzej Sapkowski, Paskutinis noras, Eridanas, 2005.
- (PT) Andrzej Sapkowski, O Último Desejo, Livros do Brasil, 2005.
- (ES) Andrzej Sapkowski, El último deseo, Bibliópolis fantástica, 2002.
- (SR) Andrzej Sapkowski, Последња жеља, traduzione di Olivera Duskov e Milan Duskov, IPS, 2009.
- (FI) Andrzej Sapkowski, Viimeinen toivomus, traduzione di Tapani Kärkkäinen, WSOY, 2010.
- (KR) Andrzej Sapkowski, 이성의 목소리 (Iseong-ui mogsoli?), 제우미디어, 2011.
- (HU) Andrzej Sapkowski, Az utolsó kívánság, traduzione di Szathmáry e Kellermann Viktória, PlayON, 2011.
- (NL) Andrzej Sapkowski, De Laatste Wens, Dutch Media Uitgevers, 2010.
- (LZH) Andrzej Sapkowski, 最後的願望 (Zuìhòu de yuànwàng?), traduzione di Lin Wei Yun, 蓋亞文化, 2011.
- (ZH) Andrzej Sapkowski, 白狼崛起 (Bái láng juéqǐ?), 重庆出版社, 2015.